# Hementyna
Hementyna (ang. hementin) – naturalnie występujący, proteolityczny enzym (proteaza) o właściwościach przeciwzakrzepowych i fibrynolitycznych, produkowany w gruczołach ślinowych żyjących w Amazonii pijawek należących do gatunków Haementeria ghilianii oraz Haementeria depressa.
Można ją scharakteryzować jako metaloproteinę regulowaną jonami wapnia.

## Molekularny mechanizm działania
Hementyna przecina łańcuchy alfa, beta i gamma fibrynogenu w pozycjach Asn-121, Lys-160 i Pro-120.
Przecina także włókna fibryny.
Zaburza proces krzepnięcia krwi na poziomie uaktywnienia protrombiny w trombinę (które zachodzi zarówno w zewnątrz-, jak i wewnątrzpochodnym szlaku krzepnięcia krwi).

## Charakterystyka chemiczna działania
Hementyna jest najbardziej aktywna w pH pomiędzy 5,5 a 11.
Jest najsilniej aktywna w 37 °C. Aktywność metaloproteinazy spada wraz ze spadkiem temperatury (26% aktywności w 24 °C, 0% w 0 °C). Ulega denaturacji po 15-minutowym traktowaniu temperaturą 60 °C. Dane dotyczą sytuacji, w której inne czynniki (np. pH) są zachowane na poziomie panującym w fizjologicznych przestrzeniach wodnych człowieka.

## Regulacja enzymatyczna działania
Właściwości hamujące działanie hementyny wykazują takie substancje jak EDTA czy cysteina. Hementyna jest aktywna tylko w stężeniu chlorku sodu powyżej 0,15 M. W niższym stężeniu tej soli hementyna opóźnia procesy krzepnięcia, jednak efekt ten jest na poziomie kilku sekund.

## Synteza hementyny
Hementyna jest syntezowana przez gruczoły ślinowe pijawek amazońskich z gatunków Haementeria ghilianii oraz Haementeria depressa. Większość substancji jest produkowana w dwóch gruczołach tylnych. Potem podlega oczyszczeniu i trafia do przewodów ślinianek. Substancja produkowana w przednich gruczołach różni się nieznacznie od tej produkowanej w tylnych.